# Tentativa de golpe de Estado no Laos em 1973
A tentativa de golpe de Estado no Laos de 1973 foi uma tentativa final de evitar um governo de coalizão comunista no Reino do Laos. O general exilado Thao Ma regressou do Reino da Tailândia em 20 de agosto de 1973 para assumir o Aeroporto Internacional de Wattay, fora da capital Vientiane. Comandando um AT-28, ele liderou ataques aéreos contra o escritório e a casa de seu odiado rival, o general Kouprasith Abhay. Enquanto Thao Ma bombardeava Kouprasith sem sucesso, as tropas monarquistas leais retomaram o aeródromo. Abatido após seu retorno, Thao Ma foi retirado dos destroços de seu avião e executado. O acordo de coalizão foi assinado em 14 de setembro de 1973.

## Contexto
O facciosismo político dentro dos escalões superiores do Exército Real do Laos levou a uma série de golpes no Reino do Laos durante a Guerra Civil Laociana na década de 1960. Quando Phoumi Nosavan foi forçado ao exílio em fevereiro de 1965, ele não podia mais usar sua influência para proteger os oficiais de sua facção direitista. O general Thao Ma, comandante da Força Aérea Real do Laos, era um desses oficiais; ele também se exilou na vizinha Tailândia, depois que seu malsucedido golpe de 1966 falhou em tomar o poder.

## Antecedentes
Em 1973, o ex-general laosiano Thao Ma vivia exilado em Bangkok, Tailândia, onde trabalhava como despachante aéreo da Air France por US$ 270 por mês. No início de agosto, um acordo estava sendo negociado para um governo de coalizão que incluiria os insurgentes comunistas laocianos. Vários oficiais do Exército Real do Laos viajaram para Bangkok para manter Thao Ma informado sobre os eventos. Rumores de um possível golpe de Thao Ma começaram a surgir na capital do Laos, Vientiane.

## O golpe
Apesar dos avisos prévios, Thao Ma conseguiu surpreender a população de Vientiane. Às 05:00 de 20 de agosto de 1973, ele e cerca de 60 de seus partidários cruzaram o rio Mekong de barco até a capital. Thao Ma foi saudado com entusiasmo pelo pessoal da Força Aérea Real do Laos no Aeroporto de Wattay e começou a distribuir lenços azuis e brancos em sinal de fidelidade a seus seguidores. Enquanto Bounleut Saycocie levava um carro blindado para a cidade para proteger a estação de rádio, outros rebeldes capturaram o banco e a casa vazia do primeiro-ministro Souvanna Phouma. Às 07:00, Bounleut começou a transmitir comunicados anticomunistas dos insurgentes.
Com seus subordinados cuidando da tomada de Vientiane, Thao Ma comandou um caça-bombardeiro AT-28. Os testemunhos discordam sobre o número de surtidas realizadas por Thao Ma e seus parceiros. Embora relatos de notícias contemporâneas afirmem que Thao Ma voou pelo menos três vezes, os historiadores observam apenas que ele estava acompanhado por seis pilotos leais. Concorda-se que seu alvo principal era um colega general que ele odiava, Kouprasith Abhay. Tanto a casa quanto o escritório de Kouprasith foram bombardeados pelos AT-28s, mas não o atingiram. Quando as tropas monarquistas começaram a se reunir contra o golpe, o coronel norte-americano Al Degroote dirigiu até a casa do comandante geral da Força Aérea. O general Sourith Don Sasorith recusou-se a sair do esconderijo e espreitou em sua casa com um lenço azul e branco à mão.
Mesmo com a recusa de Sourith em combatê-lo, o golpe começou a desandar. As tropas realistas prontamente recapturaram o aeródromo. Um soldado realista manejando uma metralhadora montada em um caminhão conseguiu atingir a aeronave de Thao Ma. Ele fez um pouso forçado com seu avião fumegante na área invadida de Wattay. Uma equipe do caminhão dos bombeiros da Air America o resgatou dos destroços. Ele foi capaz de sentar em sua maca e agradecer a seus socorristas.
Por volta das 11h, o golpe havia terminado. Thao Ma foi atirado em um caminhão e levado para o quartel-general de Kouprasith, onde Kouprasith mandou seu guarda-costas matá-lo.

## Consequências
Houve dez mortos de cada lado e 14 rebeldes capturados. Bounluet Saycocie roubou um helicóptero para escapar.
Em 14 de setembro de 1973, foi assinado o acordo para estabelecer o Terceiro Governo de Coalizão.